# Tricentenario
Tricentenario (The Tercentenary Incident) è un racconto di fantascienza del 1976 di Isaac Asimov.

## Storia editoriale
Il racconto fu pubblicato per la prima volta nel numero dell'agosto 1976 della rivista Ellery Queen's Mystery Magazine, poi fu ristampato nelle raccolte Antologia del bicentenario (The Bicentennial Man and Other Stories - 1976) e Tutti i miei robot (The Complete Robot - 1982).
Nell'autunno del 1975 Frederic Dannay, direttore di Ellery Queen's Mistery Magazine, progettò di realizzare un numero speciale della rivista per l'agosto del 1976, dedicato al Bicentenario degli Stati Uniti d'America. L'idea era di pubblicare tre racconti gialli, uno ambientato nel 1876, un altro nel 1976 e uno nel futuro, nel 2076. Per scrivere quest'ultimo Dannay contattò Asimov che accettò. Il titolo originale dato da Asimov era "Morte al Tricentenario" (Death at the Tercentenary), ma Dannay suggerì di cambiarlo in "L'incidente del Tricentenario" (The Tercentenary Incident) e lo scrittore fu d'accordo.
Il tema di un robot che si sostituisce a un governante umano era già stato affrontato da Asimov nel racconto del 1946 La prova (Evidence).

## Trama
4 luglio 2076: durante la celebrazione del Tricentenario della nascita degli Stati Uniti d'America, si verifica uno strano incidente. Il Presidente Winkler sembra scomparire in una nube di fumo mentre passa tra la folla, ma qualche istante dopo appare sul podio annunciando che si è trattato solo di un guasto di un congegno meccanico. L'agente Lawrence Edwards, addetto alla sicurezza del presidente, sospetta invece un attentato in cui si è tentato di uccidere il Presidente, ma al suo posto è stato distrutto un robot sosia usato per ragioni di sicurezza, della cui esistenza si vociferava negli ambienti governativi. Dopo l'incidente, il Presidente viene rieletto e diventa molto attivo e abile, riuscendo a scongiurare una crisi dell'economia mondiale.
13 ottobre 2078: Edwards si fa ricevere da Francis Janek, segretario del Presidente, e gli espone l'inquietante risultato di una sua indagine. Egli è convinto che l'incidente del Tricentenario sia stato simulato: in realtà è stato ucciso il vero Presidente e il robot sosia ne ha preso il posto. Edwards chiede a Janek di scoprire se Winkler è un robot e costringerlo a dimettersi, ma il segretario non è convinto: dopo tutto, se il Presidente governa bene, che cosa importa se è un uomo o un robot? Edwards si indigna, proclamando di non voler essere governato da un robot e va via dichiarando di voler indagare presso la U.S. Robots se sia mai stato costruito un robot sosia. Rimasto solo, Janek progetta di uccidere Edwards, perché si è pericolosamente avvicinato alla verità: infatti il giorno del Tricentenario l'inetto Presidente era stato davvero disintegrato e sostituito con un efficiente robot sosia. Ciò che Edwards ignora è che l'autore dell'omicidio e della sostituzione sia stato lo stesso Janek.